# Concilio di Epaon
Il Concilio di Epaon fu un concilio nazionale della Chiesa cattolica presso i Burgundi, tenutosi nel 517 ad Epaon, oggi Saint-Romain-d'Albon (molto più probabilmente nei pressi del monastero di Agaune la cui prossimità, se si accoglie questa localizzazione, potrebbe essere una ragione dello spazio che il concilio riserva alle questioni monastiche). Fu presieduto da Alcimo Avito, arcivescovo di Vienne. Pare che questo non sia stato il primo concilio della Chiesa cattolica burgunda, anche se, per la sua importanza, è il primo che la tradizione ci ha tramandato. Il concilio sancì il passaggio all'ortodossia nicena del popolo burgundo. Come il concilio di visigoto di Agde e quello franco d'Orleans, fu un'assemblea di dimensione e impostazione "nazionale", ma con la differenza che non venne convocata dal sovrano Sigismondo, da poco sovrano unico. Il desiderio del sovrano era di incrementare la fusione del suo popolo con quello gallo-romano facendo leva su una politica religiosa di conciliazione. 

## Principali decisioni
È ricordato per aver proibito per la prima volta gli altari lignei, esigendone la costruzione in pietra.
Il Concilio, nel canone XVI, permise agli eretici battezzati di essere ammessi nella Chiesa attraverso un rito di unzione crismale. Questa pratica era già diffusa in Oriente, mentre in Italia l'ammissione avveniva attraverso l'imposizione delle mani. 
Inoltre vietò in tutto il regno l'ordinazione di diaconesse.
Altri canoni proibivano la frequentazione di banchetti israelitici (canone XV) e agli ecclesiastici la caccia. 
Ebbe conseguenze politiche la proibizione per i vedovi di sposare i parenti del congiunto. Stefano, ministro del re Sigismondo, sposò la sorella della defunta moglie e fu scomunicato. Il Re allora si infuriò con i vescovi, minacciandoli, e fu anch'egli scomunicato.

## Elenco dei partecipanti
Al concilio presero parte i rappresentanti di 25 Chiese del regno dei Burgundi, comprendente un territorio (Gallia sud-orientale) che superava abbondantemente la giurisdizione del metropolita Avito e che coincideva piuttosto con l'area occupata fino ad un anno prima dai Burgundi, durante il loro apogeo territoriale.  Essi vennero convocati tramite lettera dai metropoliti Avito e Vivenziolo. In queste lettere e negli atti del concilio non appare sorprendentemente il nome del re o un qualunque riferimento alla sua benevolenza e al patrocinio regi che hanno contribuito all'iniziativa. I due vescovi non sentono l'esigenza di fare un ufficiale ossequio nei confronti di Sigismondo. Avito invece non tralascia di fare riferimento alle regole canoniche e all'autorità della sede romana, sottolineando l'importanza del momento collegiale e invitando i vescovi a non mancare all'appello. Nella lettera di Vivenziolo vi è una forte apertura ai laici, che sono invitati a partecipare in qualità di uditori ai lavori conciliari, per far sì che la comunità dei fedeli  possa essere rapidamente messa al corrente delle decisioni prese.
Questo è l'elenco delle 25 sottoscrizioni agli atti conciliari come riportato da Mansi nell'ottavo volume della sua Sacrorum Conciliorum nova et amplissima collectio.
- Avito di Vienne
- Vivenziolo di Lione
- Silvestro di Chalon
- Gemello di Vaison
- Apollinare di Valence
- Valerio di Sisteron
- Vittore di Grenoble
- Claudio di Besançon
- Gregorio di Langres
- Pragmazio di Autun
- Costanzo di Octoduro
- Catulino di Embrun
- Sanzio di Tarantasia

- Massimo di Ginevra
- Bubulco di Vindonissa
- Seculazio di Die
- Giuliano di Carpentras
- Costanzo di Gap
- Fiorenzo di Orange
- Fiorenzo di Tricastina
- Filagrio di Cavaillon
- Venanzio di Viviers
- Pretestato di Apt
- Tauriciano di Nevers
- Peladio presbitero per Salutare di Avignone